# LHJMQ 2017/18
Die LHJMQ-Saison 2017/18 war die 49. Spielzeit der Ligue de hockey junior majeur du Québec. Die reguläre Saison begann am 21. September 2017 und endete am 18. März 2018 mit dem Gewinn der Trophée Jean Rougeau als punktbestes Team durch die Blainville-Boisbriand Armada. Vom 22. März 2018 bis zum 13. Mai 2018 wurden die Playoffs um die Coupe du Président ausgetragen, in deren Finale sich die Acadie-Bathurst Titan gegen die Blainville-Boisbriand Armada mit 4:2 durchsetzten.

## Reguläre Saison

### Platzierungen
Abkürzungen: GP = Spiele, W = Siege, L = Niederlagen, OTL = Niederlage nach Overtime, SOL = Niederlage nach Shootout, GF = Erzielte Tore, GA = Gegentore, Pts = Punkte

Erläuterungen:   = Play-off-Qualifikation,  = Division-Sieger,  = Trophée-Jean-Rougeau-Gewinner
| Maritimes Division           | GP | W  | L  | OTL | SOL | GF  | GA  | Pts |
| ---------------------------- | -- | -- | -- | --- | --- | --- | --- | --- |
| Acadie-Bathurst Titan        | 68 | 43 | 15 | 8   | 2   | 270 | 183 | 96  |
| Halifax Mooseheads           | 68 | 43 | 18 | 6   | 1   | 270 | 223 | 93  |
| Charlottetown Islanders      | 68 | 37 | 24 | 7   | 0   | 209 | 219 | 81  |
| Cape Breton Screaming Eagles | 68 | 32 | 28 | 6   | 2   | 235 | 259 | 72  |
| Moncton Wildcats             | 68 | 27 | 33 | 5   | 3   | 233 | 282 | 62  |
| Saint John Sea Dogs          | 68 | 14 | 43 | 9   | 2   | 181 | 301 | 39  |

| East Division         | GP | W  | L  | OTL | SOL | GF  | GA  | Pts |
| --------------------- | -- | -- | -- | --- | --- | --- | --- | --- |
| Rimouski Océanic      | 68 | 42 | 17 | 6   | 3   | 231 | 174 | 93  |
| Victoriaville Tigres  | 68 | 42 | 20 | 4   | 2   | 270 | 195 | 90  |
| Québec Remparts       | 68 | 40 | 22 | 3   | 3   | 227 | 202 | 86  |
| Baie-Comeau Drakkar   | 68 | 30 | 33 | 4   | 1   | 224 | 257 | 65  |
| Chicoutimi Saguenéens | 68 | 28 | 35 | 4   | 1   | 200 | 233 | 61  |
| Shawinigan Cataractes | 68 | 16 | 45 | 6   | 1   | 183 | 298 | 39  |

| West Division                | GP | W  | L  | OTL | SOL | GF  | GA  | Pts |
| ---------------------------- | -- | -- | -- | --- | --- | --- | --- | --- |
| Blainville-Boisbriand Armada | 68 | 50 | 11 | 4   | 3   | 276 | 184 | 107 |
| Drummondville Voltigeurs     | 68 | 44 | 20 | 3   | 1   | 277 | 194 | 92  |
| Rouyn-Noranda Huskies        | 68 | 39 | 19 | 7   | 3   | 239 | 179 | 88  |
| Sherbrooke Phoenix           | 68 | 34 | 23 | 7   | 4   | 228 | 234 | 79  |
| Gatineau Olympiques          | 68 | 32 | 27 | 5   | 4   | 213 | 215 | 73  |
| Val-d’Or Foreurs             | 68 | 19 | 42 | 5   | 2   | 172 | 308 | 45  |

### Beste Scorer
Abkürzungen: GP = Spiele, G = Tore, A = Assists, Pts = Punkte, +/− = Plus/Minus, PIM = Strafminuten; Fett: Bestwert
| Spieler           | Team                                         | GP | G  | A  | Pts | +/– | PIM |
| ----------------- | -------------------------------------------- | -- | -- | -- | --- | --- | --- |
| Alex Barré-Boulet | Blainville-Boisbriand Armada                 | 65 | 53 | 63 | 116 | +28 | 67  |
| Witali Abramow    | Gatineau Olympiques Victoriaville Tigres     | 56 | 45 | 59 | 104 | +52 | 67  |
| Alexandre Alain   | Blainville-Boisbriand Armada                 | 65 | 44 | 43 | 87  | +26 | 52  |
| Kevin Klíma       | Chicoutimi Saguenéens                        | 68 | 39 | 47 | 86  | +11 | 54  |
| Max Comtois       | Victoriaville Tigres                         | 54 | 44 | 41 | 85  | +43 | 79  |
| Otto Somppi       | Halifax Mooseheads                           | 59 | 28 | 55 | 83  | +39 | 28  |
| Filip Zadina      | Halifax Mooseheads                           | 57 | 44 | 38 | 82  | +23 | 36  |
| Iwan Kossorenkow  | Victoriaville Tigres                         | 63 | 36 | 46 | 82  | +33 | 46  |
| Alexis Lafrenière | Rimouski Océanic                             | 60 | 42 | 38 | 80  | +35 | 54  |
| Joe Veleno        | Saint John Sea Dogs Drummondville Voltigeurs | 64 | 22 | 57 | 79  | +4  | 48  |

### Beste Torhüter
Die kombinierte Tabelle zeigt die jeweils drei besten Torhüter in den Kategorien Gegentorschnitt und Fangquote sowie die jeweils Führenden in den Kategorien Shutouts und Siege.
Abkürzungen: GP = Spiele, Min = Eiszeit (in Minuten), W = Siege, L = Niederlagen, OTL = Overtime/Shootout-Niederlagen, GA = Gegentore, SO = Shutouts, Sv% = gehaltene Schüsse (in %), GAA = Gegentorschnitt; Fett: Bestwert; Sortiert nach Gegentorschnitt. Erfasst werden nur Torhüter mit 1632 absolvierten Spielminuten.
| Spieler           | Team                                  | GP | Min     | W  | L  | OTL | GA  | SO | Sv%  | GAA  |
| ----------------- | ------------------------------------- | -- | ------- | -- | -- | --- | --- | -- | ---- | ---- |
| Samuel Harvey     | Rouyn-Noranda Huskies                 | 46 | 2715:21 | 30 | 9  | 4   | 95  | 4  | 93,0 | 2,10 |
| Colten Ellis      | Rimouski Océanic                      | 51 | 2835:55 | 33 | 8  | 5   | 111 | 6  | 91,3 | 2,35 |
| Olivier Rodrigue  | Drummondville Voltigeurs              | 53 | 3001:29 | 31 | 16 | 2   | 127 | 3  | 90,3 | 2,54 |
| Étienne Montpetit | Val-d’Or Foreurs Victoriaville Tigres | 44 | 2611:55 | 25 | 16 | 1   | 112 | 3  | 92,5 | 2,57 |
| Antoine Samuel    | Baie-Comeau Drakkar Québec Remparts   | 51 | 2921:45 | 27 | 18 | 0   | 130 | 3  | 91,8 | 2,67 |

## Playoffs

### Playoff-Baum
|  | 1. Runde                                                              | 1. Runde                     | 1. Runde              |    | Viertelfinale                | Viertelfinale                | Viertelfinale |                              | Halbfinale         | Halbfinale | Halbfinale |  |  | Coupe-du-Président-Finale | Coupe-du-Président-Finale | Coupe-du-Président-Finale |
|  |                                                                       |                              |                       |    |                              |                              |               |                              |                    |            |            |  |  |                           |                           |                           |
|  | 1                                                                     | Blainville-Boisbriand Armada | 4                     |    | 1                            | Blainville-Boisbriand Armada | 4             |                              |                    |            |            |  |  |                           |                           |                           |
|  | 16                                                                    | Val-d’Or Foreurs             | 0                     | 14 | Moncton Wildcats             | 1                            |               |                              |                    |            |            |  |  |                           |                           |                           |
|  |                                                                       |                              |                       |    |                              |                              |               |                              |                    |            |            |  |  |                           |                           |                           |
|  | 2                                                                     | Acadie-Bathurst Titan        | 4                     |    |                              |                              |               |                              |                    |            |            |  |  |                           |                           |                           |
|  | 15                                                                    | Chicoutimi Saguenéens        | 2                     |    |                              |                              |               |                              |                    |            |            |  |  |                           |                           |                           |
|  | 15                                                                    | Chicoutimi Saguenéens        | 2                     | 1  | Blainville-Boisbriand Armada | 4                            |               |                              |                    |            |            |  |  |                           |                           |                           |
|  |                                                                       |                              |                       | 1  | Blainville-Boisbriand Armada | 4                            |               |                              |                    |            |            |  |  |                           |                           |                           |
|  | 9                                                                     | Charlottetown Islanders      | 3                     |    |                              |                              |               |                              |                    |            |            |  |  |                           |                           |                           |
|  | 9                                                                     | Charlottetown Islanders      | 3                     | 3  | Rimouski Océanic             | 3                            |               |                              |                    |            |            |  |  |                           |                           |                           |
|  |                                                                       |                              |                       | 3  | Rimouski Océanic             | 3                            |               |                              |                    |            |            |  |  |                           |                           |                           |
|  | 14                                                                    | Moncton Wildcats             | 4                     |    |                              |                              |               |                              |                    |            |            |  |  |                           |                           |                           |
|  |                                                                       |                              |                       |    |                              |                              |               |                              |                    |            |            |  |  |                           |                           |                           |
|  | 4                                                                     | Halifax Mooseheads           | 4                     | 2  | Acadie-Bathurst Titan        | 4                            |               |                              |                    |            |            |  |  |                           |                           |                           |
|  | 13                                                                    | Baie-Comeau Drakkar          | 1                     | 10 | Sherbrooke Phoenix           | 0                            |               |                              |                    |            |            |  |  |                           |                           |                           |
|  | 13                                                                    | Baie-Comeau Drakkar          | 1                     | 10 | Sherbrooke Phoenix           | 0                            | 1             | Blainville-Boisbriand Armada | 2                  |            |            |  |  |                           |                           |                           |
|  | (Die Teams werden nach der ersten und der zweiten Runde neu gesetzt.) |                              |                       |    |                              |                              | 1             | Blainville-Boisbriand Armada | 2                  |            |            |  |  |                           |                           |                           |
|  |                                                                       | 2                            | Acadie-Bathurst Titan | 4  |                              |                              |               |                              |                    |            |            |  |  |                           |                           |                           |
|  | 5                                                                     | 2                            | Acadie-Bathurst Titan | 4  | Drummondville Voltigeurs     | 4                            |               | 4                            | Halifax Mooseheads | 0          |            |  |  |                           |                           |                           |
|  | 5                                                                     |                              |                       |    | Drummondville Voltigeurs     | 4                            |               | 4                            | Halifax Mooseheads | 0          |            |  |  |                           |                           |                           |
|  | 12                                                                    | Cape Breton Screaming Eagles | 1                     | 9  | Charlottetown Islanders      | 4                            |               |                              |                    |            |            |  |  |                           |                           |                           |
|  |                                                                       |                              |                       |    |                              |                              |               |                              |                    |            |            |  |  |                           |                           |                           |
|  | 6                                                                     | Victoriaville Tigres         | 4                     |    |                              |                              |               |                              |                    |            |            |  |  |                           |                           |                           |
|  | 11                                                                    | Gatineau Olympiques          | 1                     |    |                              |                              |               |                              |                    |            |            |  |  |                           |                           |                           |
|  | 11                                                                    | Gatineau Olympiques          | 1                     | 2  | Acadie-Bathurst Titan        | 4                            |               |                              |                    |            |            |  |  |                           |                           |                           |
|  |                                                                       |                              |                       | 2  | Acadie-Bathurst Titan        | 4                            |               |                              |                    |            |            |  |  |                           |                           |                           |
|  | 6                                                                     | Victoriaville Tigres         | 0                     |    |                              |                              |               |                              |                    |            |            |  |  |                           |                           |                           |
|  | 6                                                                     | Victoriaville Tigres         | 0                     | 7  | Rouyn-Noranda Huskies        | 3                            |               |                              |                    |            |            |  |  |                           |                           |                           |
|  |                                                                       |                              |                       | 7  | Rouyn-Noranda Huskies        | 3                            |               |                              |                    |            |            |  |  |                           |                           |                           |
|  | 10                                                                    | Sherbrooke Phoenix           | 4                     |    |                              |                              |               |                              |                    |            |            |  |  |                           |                           |                           |
|  |                                                                       |                              |                       |    |                              |                              |               |                              |                    |            |            |  |  |                           |                           |                           |
|  | 8                                                                     | Québec Remparts              | 3                     | 5  | Drummondville Voltigeurs     | 1                            |               |                              |                    |            |            |  |  |                           |                           |                           |
|  | 9                                                                     | Charlottetown Islanders      | 4                     | 6  | Victoriaville Tigres         | 4                            |               |                              |                    |            |            |  |  |                           |                           |                           |

### Coupe-du-Président-Sieger
| Coupe-du-Président-Sieger Acadie-Bathurst Titan | Torhüter: Evan Fitzpatrick, Joseph Murdaca Verteidiger: Noah Dobson, Félix-Antoine Drolet, Elijah Francis, Olivier Galipeau, Adam Holwell, Michal Ivan, Keenan MacIsaac Angreifer: Samuel Asselin, Mitchell Balmas, Logan Chisholm, Ethan Crossman, Justin Ducharme, Marc-André Lecouffe, Samuel L’Italien, Jordan Maher, Dom Malatesta, Antoine Morand, Liam Murphy, Cole Rafuse, German Rubzow, Jeffrey Truchon-Viel Cheftrainer: Mario Pouliot |

### Beste Scorer
Abkürzungen: GP = Spiele, G = Tore, A = Assists, Pts = Punkte, +/− = Plus/Minus, PIM = Strafminuten; Fett: Bestwert
| Spieler               | Team                         | GP | G  | A  | Pts | +/– | PIM |
| --------------------- | ---------------------------- | -- | -- | -- | --- | --- | --- |
| Drake Batherson       | Blainville-Boisbriand Armada | 22 | 13 | 20 | 33  | +16 | 19  |
| Alexandre Alain       | Blainville-Boisbriand Armada | 22 | 16 | 14 | 30  | +13 | 26  |
| Alex Barré-Boulet     | Blainville-Boisbriand Armada | 19 | 13 | 14 | 27  | +11 | 14  |
| Jeffrey Truchon-Viel  | Acadie-Bathurst Titan        | 20 | 14 | 9  | 23  | +9  | 34  |
| Joël Teasdale         | Blainville-Boisbriand Armada | 22 | 8  | 13 | 21  | +4  | 14  |
| Olivier Galipeau      | Acadie-Bathurst Titan        | 20 | 5  | 15 | 20  | +9  | 24  |
| Antoine Morand        | Acadie-Bathurst Titan        | 20 | 8  | 11 | 19  | +4  | 18  |
| Alexander Katerinakis | Blainville-Boisbriand Armada | 22 | 8  | 9  | 17  | +7  | 22  |
| Nikita Alexandrow     | Charlottetown Islanders      | 18 | 7  | 10 | 17  | +3  | 8   |
| Ethan Crossman        | Acadie-Bathurst Titan        | 20 | 10 | 6  | 16  | +13 | 12  |

Die beste Plus/Minus-Statistik erreichte Tobie Paquette-Bisson von der Blainville-Boisbriand Armada mit einem Wert von +20.

### Beste Torhüter
Die kombinierte Tabelle zeigt die jeweils drei besten Torhüter in den Kategorien Gegentorschnitt und Fangquote sowie die jeweils Führenden in den Kategorien Shutouts und Siege.
Abkürzungen: GP = Spiele, Min = Eiszeit (in Minuten), W = Siege, L = Niederlagen, OTL = Overtime/Shootout-Niederlagen, GA = Gegentore, SO = Shutouts, Sv% = gehaltene Schüsse (in %), GAA = Gegentorschnitt; Fett: Bestwert; Sortiert nach Gegentorschnitt. Erfasst werden nur Torhüter mit 243 absolvierten Spielminuten.
| Spieler             | Team                         | GP | Min     | W  | L | OTL | GA | SO | Sv%  | GAA  |
| ------------------- | ---------------------------- | -- | ------- | -- | - | --- | -- | -- | ---- | ---- |
| Evan Fitzpatrick    | Acadie-Bathurst Titan        | 20 | 1202:27 | 16 | 4 | 0   | 42 | 2  | 92,5 | 2,10 |
| Samuel Harvey       | Rouyn-Noranda Huskies        | 7  | 414:38  | 3  | 3 | 1   | 15 | 1  | 94,5 | 2,17 |
| Émile Samson        | Blainville-Boisbriand Armada | 21 | 1221:31 | 13 | 4 | 3   | 45 | 1  | 91,6 | 2,21 |
| Zachary Bouthillier | Chicoutimi Saguenéens        | 6  | 348:23  | 2  | 4 | 0   | 16 | 1  | 93,1 | 2,71 |

## Auszeichnungen

### All-Star-Teams
| First All-Star-Team |                                                      |
| Angriff:            | Alexis Lafrenière – Alex Barré-Boulet – Filip Zadina |
| Verteidigung:       | Noah Dobson – Olivier Galipeau                       |
| Tor:                | Samuel Harvey                                        |

| Second All-Star-Team |                                                |
| Angriff:             | Max Comtois – Witali Abramow – Alexandre Alain |
| Verteidigung:        | Nicolas Beaudin – Charles-Édouard D’Astous     |
| Tor:                 | Colten Ellis                                   |

### All-Rookie-Team
| All-Rookie-Team |                                                    |
| Angriff:        | Alexis Lafrenière – Jakob Pelletier – Filip Zadina |
| Verteidigung:   | Justin Barron – Radim Šalda                        |
| Tor:            | Colten Ellis                                       |

### Vergebene Trophäen
| Auszeichnung              | Auszeichnung           | Team                                        |
| ------------------------- | ---------------------- | ------------------------------------------- |
| Coupe du Président        | Coupe du Président     | Acadie-Bathurst Titan                       |
| Trophée Jean Rougeau      | Trophée Jean Rougeau   | Blainville-Boisbriand Armada                |
| Trophée Luc Robitaille    | Trophée Luc Robitaille | Drummondville Voltigeurs                    |
| Trophée Robert LeBel      | Trophée Robert LeBel   | Rimouski Océanic                            |
| Auszeichnung              | Spieler                | Team                                        |
| Trophée Michel Brière     | Alex Barré-Boulet      | Blainville-Boisbriand Armada                |
| Trophée Jean Béliveau     | Alex Barré-Boulet      | Blainville-Boisbriand Armada                |
| Trophée Guy Lafleur       | Jeffrey Truchon-Viel   | Acadie-Bathurst Titan                       |
| Trophée Jacques Plante    | Samuel Harvey          | Rouyn-Noranda Huskies                       |
| Trophée Guy Carbonneau    | Samuel Dove-McFalls    | Rimouski Océanic                            |
| Trophée Émile Bouchard    | Olivier Galipeau       | Chicoutimi Saguenéens Acadie-Bathurst Titan |
| Trophée Kevin Lowe        | Tobie Paquette-Bisson  | Blainville-Boisbriand Armada                |
| Trophée Michael Bossy     | Filip Zadina           | Halifax Mooseheads                          |
| Coupe RDS                 | Alexis Lafrenière      | Rimouski Océanic                            |
| Trophée Michel Bergeron   | Alexis Lafrenière      | Rimouski Océanic                            |
| Trophée Raymond Lagacé    | Colten Ellis           | Rimouski Océanic                            |
| Trophée Frank J. Selke    | Joël Teasdale          | Blainville-Boisbriand Armada                |
| Plaque joueur humanitaire | Vincent Lapalme        | Chicoutimi Saguenéens                       |
| Trophée Marcel Robert     | Alexandre Alain        | Blainville-Boisbriand Armada                |
| Trophée Paul Dumont       | Dominique Ducharme     | Drummondville Voltigeurs                    |
| Trophée Ron Lapointe      | Joël Bouchard          | Blainville-Boisbriand Armada                |
| Trophée Maurice Filion    | Serge Beausoleil       | Rimouski Océanic                            |
| Trophée John Horman       | Éric Boucher           | Rimouski Océanic                            |
| Trophée Jean Sawyer       | Marketing-Abteilung    | Halifax Mooseheads                          |